# Dietrich Keller
Dietrich „Didi“ Keller (* 18. Oktober 1943 in Mainz) ist ein ehemaliger deutscher Basketballspieler und Olympiateilnehmer.

## Werdegang
Dietrich Keller spielte zunächst Tennis und wurde im Alter von 21 Jahren von Theodor Schober für den Basketballsport gewonnen. Keller studierte Volkswirtschaftslehre. Er stieg 1968 mit dem USC Mainz in die Basketball-Bundesliga auf und erreichte mit den Mainzern unter anderem das Pokalfinale 1971. Dieses wurde allerdings erst im Oktober 1971 ausgetragen, als Keller bereits für den Endspielgegner TuS 04 Leverkusen spielte. Leverkusen hatte bereits 1970 und 1971 das Double aus Meisterschaft und Pokal gewonnen. In der Saison 1971/1972 dominierten die Leverkusener erneut die Liga, auch weil sie mit den beiden Centern Norbert Thimm und Keller die mit Abstand stärkste Mannschaft unter dem Korb waren, wobei Keller gegen Ende der Saison wegen Verletzungsproblemen fehlte. Leverkusen gewann den Meistertitel, unter Trainer Günter Hagedorn, ohne eine einzige Niederlage in der Liga und in den Spielen der Meisterrunde, schied aber im Gegensatz zu den Vorjahren im Pokal vorzeitig aus. In der Bundesliga bestritt er elf Spiele für Leverkusen (11,2 Punkte/Spiel). Keller arbeitete während seiner Leverkusener Zeit beim Bayer-Konzern.
Nach dem Saisonende wechselte Keller zum USC Heidelberg, da er eine Arbeitsstelle beim Unternehmen Boehringer Mannheim erhalten hatte, und gewann mit den Heidelbergern nach sieben Jahren wieder den Deutschen Meistertitel. 1977 gelang dem USC Heidelberg in Kellers letzter Erstligasaison dann das Double. In Heidelberg bildete er ein erfolgreiches Gespann mit Aufbauspieler Hans Riefling. 1973 veranlassten Keller und Riefling, dass sich der USC Heidelberg trotz Meisterschaftsgewinn von Trainer Dick Stewart trennte, da das Training des US-Amerikaners derartig körperlich anstrengend war, dass die beiden berufstätigen Leistungsträger es nicht durchstehen konnten. Ab 1974 war Keller Studienreferendar.
Nachdem Keller 1967 in der deutschen Nationalmannschaft debütiert hatte, wurde er im Oktober 1968 vom Bundestrainerrat des Deutschen Basketball Bundes, unter Vorsitz von Anton Kartak, damals Sportwarts des DBB, für den fünfzigköpfigen 'Olympiakader 1972' in der 'Kartak-Liste' nominiert. 1969 gehörte er unter Bundestrainer Miloslav Kříž zum Kader in der Qualifikationsrunde zur Basketball-Europameisterschaft 1969. 1971 belegte Keller mit der DBB-Nationalmannschaft, unter Bundestrainer Theodor Schober, bei der Europameisterschaft im eigenen Land den neunten Platz. 1972 erreichten die deutschen Basketballer den zwölften Platz bei den Olympischen Spielen in München. Dietrich Keller, damals 28 Jahre alt, kam 1972 in vier Spielen des olympischen Basketballturniers zum Einsatz, erzielte 14 Punkte (3,5/Spiel), bei 8 gegen ihn gepfiffenen Fouls.
Keller bezeichnete sich selbst als „reinen Brettcenter“. Das basketballerische Markenzeichen des 2,18 Meter großen Spielers war der sogenannte Walzerschritt, bei dem Keller im Angriff auf einer Seite antäuschte, auf der anderen an seinem Gegenspieler vorbeizog und den Ball per Unterhandwurf im Korb unterbrachte.
Nach dem Ende seiner Zeit als Basketball-Bundesligaspieler ist Dietrich Keller sportlich aktiv geblieben, auch als Maxi-Basketballer für seinen Verein USC Heidelberg. Mit seinen Basketballkameraden aus dem Kreis ehemaliger Ligaspieler nahm Keller regelmäßig an den DBB-Altersklassen-Turnieren der Bundesbestenspiele Basketball für Freizeitspieler ab dem fünfundvierzigsten Lebensjahr teil.